# Robert Cabé
Pour les articles homonymes, voir Cabé.
Ne pas confondre avec son homonyme Robert Cabé, maire d'Artigue (Haute-Garonne) et président de l'Union régionale Midi-Pyrénées des communes forestières
Robert Cabé est un homme politique français, né le 11 juillet 1950 à Mont-de-Marsan (Landes).
Il est député du 24 juillet 1981 au 1er avril 1986, dans la 3e circonscription des Landes. Il fait partie du groupe socialiste.
Après des études de formation de technicien supérieur agricole, il adhère au Parti socialiste en 1974.

## Mandats
- de 1978 à 1981 : Député suppléant d'Henri Emmanuelli
- du 24 juillet 1981 au 1er avril 1986 : Député des Landes, à la suite de l'entrée d'Henri Emmanuelli au gouvernement du Premier Ministre, Pierre Mauroy.
- 1992 à 1997 puis de 2000 à 2015 : 1er vice-président du conseil général des Landes
- puis de 1997 à 2000 : Président du conseil général des Landes à la suite de l'implication d'Henri Emmanuelli dans l'affaire Urba.
- septembre 1988 - décembre 2015 : Conseiller général du canton d'Aire-sur-l'Adour
- de mars 1989 à mars 2014 :  maire d'Aire-sur-l'Adour (Landes)
- de janvier 1993 à juillet 2020: Président de la communauté de communes d'Aire-sur-l'Adour
- de mars 2014 à juillet 2020: conseiller municipal d'opposition (PS) d'Aire-sur-l'Adour (Landes)
- de 1998 à 2015 : président du conseil d'administration du service départemental d'incendie et de secours des Landes